# DTM-Saison 2017
Die DTM-Saison 2017 war die 31. Saison der DTM und die 18. seit Neugründung der Serie im Jahr 2000. Die Saison begann am 5. Mai in Hockenheim und endete am 15. Oktober am gleichen Ort.

## Sportliche und technische Änderungen

### Hersteller
Im August 2016 wurde bekannt, dass im Zuge von Kosteneinsparungen zur Saison 2017 alle drei Hersteller ihr Aufgebot von acht auf sechs Fahrzeuge reduzieren sollen. Dies wurde Ende Oktober bestätigt.

### Teams
Im Zuge der Verringerung der Fahrzeuge trennte sich Mercedes von Mücke Motorsport und ART Grand Prix, zukünftig werden alle sechs Fahrzeuge von der HWA AG betreut. Bei Audi wird das Team Abt Sportsline nur noch zwei statt wie bislang vier Fahrzeuge betreuen. Bei BMW zog sich das Team MTEK, das ab der Saison 2018 in das Programm von BMW in der Langstrecken-Weltmeisterschaft eingebunden werden soll, aus der DTM zurück.
Am 6. Dezember 2016 gab BMW bekannt, dass neben dem Team MTEK auch Schnitzer Motorsport die DTM verlassen wird und, dass das Team RBM und das Team RMG ab der Saison 2017 jeweils drei Fahrzeuge stellen werden.

### Reglement
Die Leistung der Motoren wird durch eine Vergrößerung der Luftmengenbegrenzer von 28 mm auf 29 mm gesteigert, außerdem sind Weiterentwicklungen in festgelegten Bereichen des Ansaugsystems erlaubt.
Um den Anpressdruck der Fahrzeuge zu verringern, wurden diverse Veränderungen an der Aerodynamik beschlossen. Neben einer erhöhten Bodenfreiheit veränderten sich die Bestimmungen im Bereich von Frontspoiler, Unterboden und Diffusor. Außerdem klappt bei der Verwendung des Drag Reduction Systems nun nicht mehr der gesamte Heckflügel um, sondern nur das obere Heckflügelelement.
Neben den Reifen sind nun auch die Felgen für alle Fahrzeuge gleich, ATS wurde hier als Lieferant bekanntgegeben. Die Verwendung von Heizdecken zum Vorwärmen der Reifen ist ab sofort verboten.
Das ursprünglich 40 Minuten lange Rennen am Samstag wurde auf 55 Minuten verlängert, das Rennen am Sonntag von 60 auf 55 Minuten verkürzt. Außerdem gibt es am Samstag nun auch einen Pflichtboxenstopp. Beim Boxenstopp dürfen statt 15 nur noch maximal acht Mechaniker am Fahrzeug arbeiten, außerdem ist nur noch ein Schlagschrauber pro Fahrzeugseite erlaubt.
Das Punktesystem wurde ebenfalls verändert. So erhalten nun auch die besten drei Fahrer des Qualifyings Punkte. Der Erste erhält drei Punkte, der Zweite zwei Punkte und der Dritte einen Punkt.

### Reifen
Alle Teams verwendeten Reifen von Hankook.

## Starterfeld
Folgende Fahrer sind in der Saison gestartet:
| Nr. | Fahrer            | Team                           | Rennwochenende |
| --- | ----------------- | ------------------------------ | -------------- |
| 2   | Gary Paffett      | Mercedes-AMG DTM Team HWA      | alle           |
| 3   | Paul di Resta     | Mercedes-AMG DTM Team HWA      | alle           |
| 5   | Mattias Ekström   | Audi Sport Team Abt Sportsline | alle           |
| 6   | Robert Wickens    | Mercedes-AMG DTM Team HWA      | alle           |
| 7   | Bruno Spengler    | BMW Team RBM                   | alle           |
| 11  | Marco Wittmann    | BMW Team RMG                   | alle           |
| 15  | Augusto Farfus    | BMW Team RMG                   | alle           |
| 16  | Timo Glock        | BMW Team RMG                   | alle           |
| 22  | Lucas Auer        | Mercedes-AMG DTM Team HWA      | alle           |
| 31  | Tom Blomqvist     | BMW Team RBM                   | alle           |
| 33  | René Rast         | Audi Sport Team Rosberg        | alle           |
| 36  | Maxime Martin     | BMW Team RBM                   | alle           |
| 48  | Edoardo Mortara   | Mercedes-AMG DTM Team HWA      | alle           |
| 51  | Nico Müller       | Audi Sport Team Abt Sportsline | alle           |
| 53  | Jamie Green       | Audi Sport Team Rosberg        | alle           |
| 63  | Maro Engel        | Mercedes-AMG DTM Team HWA      | alle           |
| 77  | Loïc Duval        | Audi Sport Team Phoenix        | alle           |
| 99  | Mike Rockenfeller | Audi Sport Team Phoenix        | alle           |

### Änderungen bei den Fahrern
Die folgende Auflistung enthält neben den Einsteigern und Rückkehrern für die Saison 2017 alle Fahrer, die an der DTM-Saison 2016 teilgenommen haben und in der Saison 2017 nicht für dasselbe Team wie 2016 starten.
Fahrer, die ihr Team gewechselt haben:
- Edoardo Mortara: Audi Sport Team Abt Sportsline → HWA
- Augusto Farfus: BMW Team MTEK → BMW Team RMG
- Bruno Spengler: BMW Team MTEK → BMW Team RBM
- Lucas Auer: Mücke Motorsport → HWA
- Gary Paffett: ART Grand Prix → HWA

Fahrer, die in die DTM einstiegen bzw. zurückkehrten:
- Loïc Duval: FIA-Langstrecken-Weltmeisterschaft (Audi) → Audi Sport Team Phoenix
- Maro Engel: FIA-Formel-E-Meisterschaft (Venturi Formula E Team) → HWA

Fahrer, die die DTM verlassen haben:
- Martin Tomczyk: BMW Team Schnitzer → IMSA WeatherTech SportsCar Championship
- António Félix da Costa: BMW Team Schnitzer → FIA-Formel-E-Meisterschaft (Andretti Autosport)
- Timo Scheider: Audi Sport Team Phoenix → 2017 FIA World Rallycross Championship (MJP Racing Team Austria)[8]
- Miguel Molina: Audi Sport Team Abt → FIA-Langstrecken-Weltmeisterschaft
- Adrien Tambay: Audi Sport Team Rosberg → unbekannt
- Esteban Ocon: ART Grand Prix → Formel 1  (Force India)
- Christian Vietoris: Mücke Motorsport → unbekannt
- Maximilian Götz: HWA → ADAC GT Masters
- Daniel Juncadella: HWA → Blancpain Endurance Series / VLN Langstreckenmeisterschaft Nürburgring
- Felix Rosenqvist: ART Grand Prix → FIA-Formel-E-Meisterschaft (Mahindra Racing)

### Performancegewichte
Ausgehend vom Basisgewicht von 1125 kg wurden in der Saison bis zum Rennen auf dem Nürburgring Performancegewichte ein- oder ausgeladen. Ab dem Rennen auf dem Red Bull Ring wurden die Performancegewichte wieder abgeschafft, und alle Fahrzeuge fuhren mit dem gleichen Gewicht wie zu Saisonbeginn.
| Rennen               | HOC1 | HOC1  | HOC1  | HOC1  | LAU   | LAU    | LAU    | LAU    | HUN    | HUN    | HUN    | HUN    | NOR     | NOR     | NOR     | NOR     | MOS     | MOS     | MOS     | MOS     | ZAN     | ZAN     | ZAN      | ZAN      | NÜR      | NÜR      | NÜR      | NÜR      | RBR  | RBR  | RBR  | RBR  | HOC2 | HOC2 | HOC2 | HOC2 |
| -------------------- | ---- | ----- | ----- | ----- | ----- | ------ | ------ | ------ | ------ | ------ | ------ | ------ | ------- | ------- | ------- | ------- | ------- | ------- | ------- | ------- | ------- | ------- | -------- | -------- | -------- | -------- | -------- | -------- | ---- | ---- | ---- | ---- | ---- | ---- | ---- | ---- |
| Fahrzeug             | Q1   | R1    | Q2    | R2    | Q1    | R1     | Q2     | R2     | Q1     | R1     | Q2     | R2     | Q1      | R1      | Q2      | R2      | Q1      | R1      | Q2      | R2      | Q1      | R1      | Q2       | R2       | Q1       | R1       | Q2       | R2       | Q1   | R1   | Q2   | R2   | Q1   | R1   | Q2   | R2   |
| Audi RS 5 DTM        | 0 kg | -5 kg | -5 kg | -5 kg | -5 kg | -10 kg | -10 kg | -10 kg | -10 kg | -10 kg | -5 kg  | -5 kg  | -2,5 kg | -2,5 kg | -2,5 kg | -2,5 kg | -7,5 kg | -7,5 kg | -7,5 kg | -7,5 kg | -2,5 kg | -2,5 kg | +2,5 kg  | +2,5 kg  | +7,5 kg  | +7,5 kg  | +7,5 kg  | +7,5 kg  | 0 kg | 0 kg | 0 kg | 0 kg | 0 kg | 0 kg | 0 kg | 0 kg |
| BMW M4 DTM           | 0 kg | -5 kg | -5 kg | 0 kg  | 0 kg  | -5 kg  | -5 kg  | -5 kg  | -5 kg  | -5 kg  | -10 kg | -10 kg | -7,5 kg | -7,5 kg | -7,5 kg | -7,5 kg | -2,5 kg | -2,5 kg | -2,5 kg | -2,5 kg | -7,5 kg | -7,5 kg | -12,5 kg | -12,5 kg | -17,5 kg | -17,5 kg | -17,5 kg | -17,5 kg | 0 kg | 0 kg | 0 kg | 0 kg | 0 kg | 0 kg | 0 kg | 0 kg |
| Mercedes-AMG C63 DTM | 0 kg | +5 kg | +5 kg | 0 kg  | 0 kg  | +5 kg  | +5 kg  | +5 kg  | +5 kg  | +5 kg  | 0 kg   | 0 kg   | -2,5 kg | -2,5 kg | -2,5 kg | -2,5 kg | +2,5 kg | +2,5 kg | +2,5 kg | +2,5 kg | +2,5 kg | +2,5 kg | +2,5 kg  | +2,5 kg  | -2,5 kg  | -2,5 kg  | -2,5 kg  | -2,5 kg  | 0 kg | 0 kg | 0 kg | 0 kg | 0 kg | 0 kg | 0 kg | 0 kg |

## Rennkalender und Ergebnisse
Der Rennkalender der Saison 2017 umfasst erneut 18 Rennen an neun Rennwochenenden. Die Veranstaltung auf dem Red Bull Ring wurde von Mai in den Herbst verlegt, das zu diesem Termin stattfindende Rennen auf dem Hungaroring fand im Juni statt, das Rennen auf dem EuroSpeedway Lausitz nahm den Termin im Mai ein. Auch die beiden Rennen auf dem Moscow Raceway und dem Circuit Park Zandvoort tauschten die Plätze.
| Runde | Runde  | Rennstrecke    | Datum         | Sieger            | Zweiter           | Dritter           | Pole- Position | Schnellste Rennrunde | Gesamtführender Fahrer | Gesamtführender Hersteller |
| ----- | ------ | -------------- | ------------- | ----------------- | ----------------- | ----------------- | -------------- | -------------------- | ---------------------- | -------------------------- |
| 1     | Lauf 1 | Hockenheimring | 6. Mai        | Lucas Auer        | Timo Glock        | Mike Rockenfeller | Lucas Auer     | Mattias Ekström      | Lucas Auer             | Mercedes                   |
| 1     | Lauf 2 | Hockenheimring | 7. Mai        | Jamie Green       | Gary Paffett      | Marco Wittmann    | Timo Glock     | Jamie Green          | Lucas Auer             | Mercedes                   |
| 2     | Lauf 1 | Lausitzring    | 20. Mai       | Lucas Auer        | Robert Wickens    | René Rast         | Lucas Auer     | René Rast            | Lucas Auer             | Mercedes                   |
| 2     | Lauf 2 | Lausitzring    | 21. Mai       | Jamie Green       | Mattias Ekström   | Robert Wickens    | Robert Wickens | René Rast            | Lucas Auer             | Mercedes                   |
| 3     | Lauf 1 | Hungaroring    | 17. Juni      | Paul di Resta     | Timo Glock        | Bruno Spengler    | René Rast      | Mike Rockenfeller    | Lucas Auer             | Audi                       |
| 3     | Lauf 2 | Hungaroring    | 18. Juni      | René Rast         | Mattias Ekström   | Maxime Martin     | René Rast      | Mattias Ekström      | René Rast              |                            |
| 4     | Lauf 1 | Norisring      | 1. Juli       | Bruno Spengler    | Maxime Martin     | Mattias Ekström   | Maxime Martin  | Tom Blomqvist        | Mattias Ekström        |                            |
| 4     | Lauf 2 | Norisring      | 2. Juli       | Maxime Martin     | Lucas Auer        | Edoardo Mortara   | Tom Blomqvist  | Bruno Spengler       | Mattias Ekström        |                            |
| 5     | Lauf 1 | Wolokolamsk    | 22. Juli      | René Rast         | Mike Rockenfeller | Marco Wittmann    | René Rast      | Robert Wickens       | René Rast              |                            |
| 5     | Lauf 2 | Wolokolamsk    | 23. Juli      | Maro Engel        | Mattias Ekström   | Bruno Spengler    | Bruno Spengler | Jamie Green          | Mattias Ekström        |                            |
| 6     | Lauf 1 | Zandvoort      | 19. August    | Timo Glock        | Marco Wittmann    | Maxime Martin     | Timo Glock     | René Rast            | René Rast              |                            |
| 6     | Lauf 2 | Zandvoort      | 20. August    | Mike Rockenfeller | Loïc Duval        | Mattias Ekström   | Augusto Farfus | Loïc Duval           | Mattias Ekström        |                            |
| 7     | Lauf 1 | Nürburgring    | 9. September  | Lucas Auer        | Paul di Resta     | Robert Wickens    | Lucas Auer     | Nico Müller          | Mattias Ekström        |                            |
| 7     | Lauf 2 | Nürburgring    | 10. September | Robert Wickens    | Paul di Resta     | Marco Wittmann    | Marco Wittmann | René Rast            | Mattias Ekström        |                            |
| 8     | Lauf 1 | Red Bull Ring  | 23. September | Mattias Ekström   | Jamie Green       | Nico Müller       | Jamie Green    | Jamie Green          | Mattias Ekström        |                            |
| 8     | Lauf 2 | Red Bull Ring  | 24. September | René Rast         | Mike Rockenfeller | Nico Müller       | Jamie Green    | Jamie Green          | Mattias Ekström        |                            |
| 9     | Lauf 1 | Hockenheimring | 14. Oktober   | Jamie Green       | Mike Rockenfeller | Timo Glock        | Timo Glock     | Mike Rockenfeller    | Mattias Ekström        |                            |
| 9     | Lauf 2 | Hockenheimring | 15. Oktober   | Marco Wittmann    | René Rast         | Mike Rockenfeller | Tom Blomqvist  | Jamie Green          | René Rast              |                            |

1. ↑  Marco Wittmann erzielte im Qualifying die schnellste Runde und erhielt 3 Punkte für die Pole-Position. Aufgrund einer Strafversetzung um fünf Plätze durch drei Verwarnungen startete er jedoch von Platz sechs und René Rast startete vom ersten Startplatz.
2. ↑  Marco Wittmann überquerte im Rennen als Erster die Ziellinie. Er wurde jedoch nachträglich disqualifiziert, da bei der Nachuntersuchung seines Fahrzeugs nicht mehr die vorgeschriebene Menge Restbenzin im Tank war. Somit wurde Mike Rockenfeller zum neuen Sieger ernannt.

## Meisterschaftsergebnisse

### Punktesystem
Punkte wurden an die ersten 10 klassifizierten Fahrer in folgender Anzahl vergeben:
| Platz  | 1. | 2. | 3. | 4. | 5. | 6. | 7. | 8. | 9. | 10. |
| Punkte | 25 | 18 | 15 | 12 | 10 | 8  | 6  | 4  | 2  | 1   |

Die ersten drei Fahrer des Qualifyings erhielten zusätzlich folgende Punkte:
| Platz  | 1. | 2. | 3. |
| Punkte | 3  | 2  | 1  |

### Fahrerwertung
Insgesamt kamen 18 Fahrer in die Punktewertung.
| Platz | Fahrer            | HOC1 | HOC1 | LAU | LAU | HUN  | HUN  | NOR | NOR | MOS | MOS | ZAN | ZAN  | NÜR | NÜR | RBR | RBR | HOC2 | HOC2 | Punkte |
| ----- | ----------------- | ---- | ---- | --- | --- | ---- | ---- | --- | --- | --- | --- | --- | ---- | --- | --- | --- | --- | ---- | ---- | ------ |
| 1     | René Rast         | 6    | DNF2 | 3   | 7   | 61   | 1    | 122 | DNF | 12  | 43  | 9   | DNF  | 5   | 12  | 13  | 12  | 6    | 2    | 179    |
| 2     | Mattias Ekström   | 5    | 11   | 8   | 2   | 53   | 23   | 3   | 4   | 8   | 2   | 17* | 3    | 15  | 6   | 13  | 5   | 11   | 8    | 176    |
| 3     | Jamie Green       | 18   | 13   | 10  | 13  | DSQ2 | 5    | 7   | 8   | 9   | 5   | 5   | 9    | 6   | 7   | 21  | 141 | 13   | 5    | 173    |
| 4     | Mike Rockenfeller | 3    | 7    | 5   | 5   | 4    | 10   | 13  | DNF | 23  | 12  | 4   | 1    | 14  | 17  | 7   | 2   | 2    | 3    | 167    |
| 5     | Marco Wittmann    | 10   | 3    | 13  | 9   | 8    | DNF2 | 4   | 5   | 31  | 6   | 23  | DSQ2 | 92  | 31  | 5   | 63  | 13   | 13   | 160    |
| 6     | Lucas Auer        | 1    | 4    | 1   | 10  | 12   | DNF  | DNF | 2   | 6   | 8   | 15  | 14   | 1   | 13  | 8   | DNF | 8    | 10   | 136    |
| 7     | Timo Glock        | 2    | 81   | 11  | 15  | 2    | 7    | 5   | 10  | 5   | 13  | 1   | 7    | 12  | 8   | 10  | 7   | 31   | 12   | 133    |
| 8     | Maxime Martin     | 11   | DNF  | 43  | 8   | DNF  | 3    | 21  | 1   | 16  | DNF | 3   | 63   | 17  | 11  | 6   | 11  | 42   | 6    | 132    |
| 9     | Robert Wickens    | 15   | DNF  | 2   | 31  | DNF  | 8    | DNF | 112 | 4   | 9   | 11  | 15*  | 3   | 13  | 4   | 10  | 7    | 17*  | 119    |
| 10    | Gary Paffett      | 72   | 2    | 6   | 4   | 7    | 9    | 10  | DNF | 7   | 16  | 8   | 5    | 10  | 14  | 17  | 4   | 9    | 4    | 102    |
| 11    | Paul di Resta     | 8    | 6    | 16  | 13  | 1    | 6    | 11  | 6   | 14  | DSQ | 7   | DNF  | 2   | 2   | 11  | 9   | 14   | 16   | 99     |
| 12    | Nico Müller       | 9    | 5    | DSQ | 6   | 10   | 4    | 9   | 133 | 15  | 15  | 10  | 4    | 11  | DNF | 32  | 3   | 12   | 11   | 81     |
| 13    | Bruno Spengler    | 12   | 9    | 14  | 16  | 3    | 14   | 13  | 12  | 12  | 31  | 14  | 10   | 13  | 4   | 12  | 16  | 10   | 14   | 75     |
| 14    | Edoardo Mortara   | 43   | 13   | 7   | 11  | 9    | 11   | 8   | 3   | 13  | 10  | 12  | 12   | 7   | 16  | 9   | 17  | 5    | 9    | 61     |
| 15    | Maro Engel        | 17   | 10   | 9   | 12  | 13   | 15   | 14  | 14  | 10  | 1   | 16  | 11   | 4   | 5   | 15  | 15  | 16   | 13   | 51     |
| 16    | Augusto Farfus    | 13   | DNF  | 12  | 14  | 11   | 12   | DNF | 7   | 17  | 11  | 62  | 81   | 8   | 9   | DNF | 12  | 17   | 7    | 35     |
| 17    | Tom Blomqvist     | 16   | 12   | 17  | 172 | 15*  | 13   | 6   | 91  | DNF | 7   | DNF | 13   | 16  | 10  | 16  | 13  | 15   | DNF1 | 25     |
| 18    | Loïc Duval        | 14   | DNF  | 15  | 18  | 14   | 16   | 15  | 15  | 11  | 14  | 13  | 2    | 18  | 15  | 14  | 8   | 18   | 15   | 22     |
| Platz | Fahrer            | HOC1 | HOC1 | LAU | LAU | HUN  | HUN  | NOR | NOR | MOS | MOS | ZAN | ZAN  | NÜR | NÜR | RBR | RBR | HOC2 | HOC2 | Punkte |

| Legende  | Legende            | Legende                                                          |
| Farbe    | Abkürzung          | Bedeutung                                                        |
| -------- | ------------------ | ---------------------------------------------------------------- |
| Gold     | –                  | Sieg                                                             |
| Silber   | –                  | 2. Platz                                                         |
| Bronze   | –                  | 3. Platz                                                         |
| Grün     | –                  | Platzierung in den Punkten                                       |
| Blau     | –                  | Klassifiziert außerhalb der Punkteränge                          |
| Violett  | DNF                | Rennen nicht beendet (did not finish)                            |
| Violett  | NC                 | nicht klassifiziert (not classified)                             |
| Rot      | DNQ                | nicht qualifiziert (did not qualify)                             |
| Rot      | DNPQ               | in Vorqualifikation gescheitert (did not pre-qualify)            |
| Schwarz  | DSQ                | disqualifiziert (disqualified)                                   |
| Weiß     | DNS                | nicht am Start (did not start)                                   |
| Weiß     | WD                 | zurückgezogen (withdrawn)                                        |
| Hellblau | PO                 | nur am Training teilgenommen (practiced only)                    |
| Hellblau | TD                 | Freitags-Testfahrer (test driver)                                |
| ohne     | DNP                | nicht am Training teilgenommen (did not practice)                |
| ohne     | INJ                | verletzt oder krank (injured)                                    |
| ohne     | EX                 | ausgeschlossen (excluded)                                        |
| ohne     | DNA                | nicht erschienen (did not arrive)                                |
| ohne     | C                  | Rennen abgesagt (cancelled)                                      |
| ohne     | keine WM-Teilnahme |                                                                  |
| sonstige | P/fett             | Pole-Position                                                    |
| sonstige | 1/2/3/4/5/6/7/8    | Punktplatzierung im Sprint-/Qualifikationsrennen                 |
| sonstige | SR/kursiv          | Schnellste Rennrunde                                             |
| sonstige | *                  | nicht im Ziel, aufgrund der zurückgelegten Distanz aber gewertet |
| sonstige | ()                 | Streichresultate                                                 |
| sonstige | unterstrichen      | Führender in der Gesamtwertung                                   |

### Markenwertung
| Platz | Konstrukteur  | HOC1 | HOC1 | LAU | LAU | HUN | HUN | NOR | NOR | MOS | MOS | ZAN | ZAN | NÜR | NÜR | RBR | RBR | HOC2 | HOC2 | Punkte |
| ----- | ------------- | ---- | ---- | --- | --- | --- | --- | --- | --- | --- | --- | --- | --- | --- | --- | --- | --- | ---- | ---- | ------ |
| 1     | Audi          | 35   | 44   | 30  | 68  | 37  | 70  | 25  | 17  | 52  | 43  | 25  | 72  | 18  | 14  | 70  | 77  | 52   | 49   | 798    |
| 2     | Mercedes-Benz | 53   | 39   | 64  | 31  | 33  | 14  | 5   | 43  | 27  | 32  | 10  | 10  | 81  | 56  | 18  | 15  | 22   | 15   | 568    |
| 3     | BMW           | 19   | 21   | 13  | 8   | 37  | 23  | 77  | 47  | 28  | 32  | 72  | 25  | 8   | 37  | 19  | 15  | 33   | 43   | 560    |